# Canton d'Ustaritz
Le canton d'Ustaritz est une ancienne division administrative française, située dans le département des Pyrénées-Atlantiques et la région Aquitaine.

## Composition
Le canton regroupe 9 communes :
- Ahetze
- Arbonne
- Arcangues
- Bassussarry
- Halsou
- Jatxou
- Larressore
- Saint-Pée-sur-Nivelle
- Ustaritz.

## Histoire
En 1790, Saint-Pée-sur-Nivelle fut le chef-lieu d'un canton comprenant les communes d'Ahetze et de Saint-Pée-sur-Nivelle et dépendant du district d'Ustaritz. Le canton d'Ustaritz réunissait alors les communes d'Arbonne, Arcangues, Jatxou, Ustaritz et Villefranque.

## Représentation

### Conseillers généraux de 1833 à 2015
| Période           | Identité                                                                         | Parti                                       | Qualité |
| ----------------- | -------------------------------------------------------------------------------- | ------------------------------------------- | --- |
| 1833-1848         | Michel Louis d'Arcangues Marquis d'Iranda Vicomte d'Ascubéa (1790-1868)          | Majorité ministérielle                      | Ancien négociant, maire de Villefranque |
| 1848-1877 (décès) | Alexis Bonaventure d'Arcangues, Marquis d'Iranda (1821-1877)-(fils du précédent) | Droite                                      | Propriétaire, avocat à Bayonne Maire de Villefranque puis d'Arcangues (1871-1877)                                                                |
| 1877-1895         | Amédée de Laborde-Noguez                                                         | Union des Droites (Monarchiste légitimiste) | Député (1885-1889) Maire d'Ustaritz |
| 1895-1919         | Michel d'Arcangues                                                               | Droite                                      | Maire d'Arcangues (1904-1906 et 1908-1915) |
| 1919-1940         | Edmond Goyheneche                                                                | SE-URD                                      | Médecin - Adjoint au maire d'Ustaritz Nommé membre de la Commission administrative départementale en 1941 Nommé conseiller départemental en 1943 |
|                   |                                                                                  |                                             | |
| 1945-1964         | Edmond Goyheneche                                                                | SE                                          | Médecin à Ustaritz |
| 1964-1970         | Charles Cami                                                                     | DVD puis UDR                                | Maire de Saint-Pée-sur-Nivelle Suppléant du député Bernard Marie                                                                                 |
| 1970-1976         | André Lastrade                                                                   | CD                                          | Médecin à Ustaritz |
| 1976-1988         | André (Andde) Luberriaga                                                         | DVD                                         | Directeur chez Renault Maire d'Ascain (1977-2001)                                                                                                |
| 1988-2001         | Jean-Michel Colo                                                                 | RPR                                         | Maire d'Arcangues (1982-2014) |
| 2001-2015         | Bernard Auroy                                                                    | DVD-MoDem                                   | Chef d'entreprise, maire d'Ustaritz (1989-2008)                                                                                                  |

### Conseillers d'arrondissement (de 1833 à 1940)
| Période                                  | Période      | Identité                                       | Étiquette                | Qualité |
| ---------------------------------------- | ------------ | ---------------------------------------------- | ------------------------ | --- |
| 1833                                     | 1842         | Jean Goyenèche                                 |                          | Maire de Saint-Pée-sur-Nivelle                                                                              |
| 1842                                     | 1848         | Joseph Dominique Paul, Comte Garat (1791-1871) |                          | Maire d'Ustaritz                                                                                            |
|                                          |              |                                                |                          | |
| 1886                                     | 1887 (décès) | Pierre-Ferdinand Larralde                      | Bonapartiste             | Notaire à Saint-Pée-sur-Nivelle                                                                             |
|                                          |              |                                                |                          | |
| 1892                                     | 1898         | M. Duhart                                      | Républicain              | |
| 1898                                     |              | Jean Ithurrart                                 | Républicain              | Propriétaire, maire de Halsou                                                                               |
|                                          |              |                                                |                          | |
| 1928                                     | 1940         | Sauveur Dufau                                  | Républicain conservateur | Cultivateur, maire d'Ahetze                                                                                 |
| 1940                                     |              |                                                |                          | Les conseils d'arrondissement ont été suspendus par la loi du 12 octobre 1940 et n'ont jamais été réactivés |
| Les données manquantes sont à compléter. |              |                                                |                          | |

## Démographie
| 1962  | 1968  | 1975   | 1982   | 1990   | 1999   | 2006   | 2011   | 2012   |
| ----- | ----- | ------ | ------ | ------ | ------ | ------ | ------ | ------ |
| 8 745 | 9 555 | 10 912 | 13 482 | 15 962 | 19 192 | 22 093 | 24 828 | 25 177 |

Pro€-4 mzzz
Lelseg3em
Mes